# Santa Maria de Ipire
Santa Maria de Ipire é uma cidade venezuelana, capital do município de Santa Maria de Ipire.